# Temporada 2009 del Campeonato de España de Rally de Tierra
La temporada 2009 fue la 27.º edición del Campeonato de España de Rally de Tierra. Comenzó el 12 de marzo en el Rally de Palma del Río y terminó el 12 de diciembre en el Rally de Tierra de Ejea de Los Caballeros.

## Calendario
El calendario estaba compuesto de siete pruebas.
| N.º | Fecha           | Prueba                                    |
| --- | --------------- | ----------------------------------------- |
| 1   | 13-14 de marzo  | Rally de Palma del Río                    |
| 2   | 22-23 de mayo   | Rally de Tierra de Guijuelo               |
| 3   | 26-27 de junio  | Rally de Tierra de Lanzarote              |
| 4   | 28 de junio     | Rally de Tierra de Lanzarote              |
| 5   | 24 de octubre   | 3º Rally de Tierra de Cabanas             |
| 6   | 25 de octubre   | 3º Rally de Tierra de Cabanas             |
| 7   | 12 de diciembre | Rally de Tierra de Ejea de Los Caballeros |

## Clasificación

### Campeonato de pilotos
| Pos. | Piloto                  | 1   | 2   | 3  | 4 | 5 | 6 | 7   | Puntos |
| ---- | ----------------------- | --- | --- | -- | - | - | - | --- | ------ |
| 1.   | Yeray Lemes             | 3   | 1   | 1  | 2 | 1 |   |     | 141    |
| 2.   | Óscar Fuertes           | 4   | 3   | 3  | 3 |   |   | 1   | 108    |
| 3.   | Xavi Pons               | 2   | 4   | 2  | 1 |   |   |     | 98     |
| 4.   | Benito Guerra           |     | 6   | 5  | 4 | 2 | 3 |     | 80     |
| 5.   | Brice Tirabassi         | 1   |     |    |   |   | 1 |     | 64     |
| 6.   | Juan J. Domínguez       |     |     |    |   |   | 4 | 10  | 61     |
| 7.   | Nani Roma               |     | 2   |    |   | 6 | 2 |     | 50     |
| 8.   | Víctor Senra            |     | 8   |    | 7 | 4 | 4 |     | 39     |
| 9.   | Albert Llovera          | 10  |     | 7  | 6 | 7 | 6 | 4   | 37     |
| 10.  | M. Gómez                |     |     |    |   |   |   |     | 36     |
| 11.  | William Villanueva      |     |     |    |   |   |   |     | 32     |
| 12.  | Jordi Martí             | 5   | Ret | 11 |   |   |   |     | 13     |
| 13.  | Manuel Gómez-Manzanilla |     | Ret |    |   |   |   | Ret | 12     |
| 14.  | Alberto Monarri         | Ret | 15  |    |   |   |   |     | 12     |

### Copa de copilotos
| Pos. | Copiloto             | Puntos |
| ---- | -------------------- | ------ |
| 1.   | Samuel Vega          | 109    |
| 2.   | Helidoro Casarrubios | 108    |
| 3.   | Álex Haro            | 98     |
| 4.   | Dani Cue             | 80     |
| 5.   | Fabrice Josep Gordon | 64     |
| 6.   | Alfonso Domínguez    | 61     |
| 7.   | Joaquím Muntada      | 56     |
| 8.   | David Vázquez        | 39     |
| 9.   | Borja Hernández      | 37     |
| 10.  | Javier Sánchez       | 36     |

### Campeonato de marcas
| Pos. | Marca      | Puntos |
| ---- | ---------- | ------ |
| 1.   | Mitsubishi | 387    |
| 2.   | Peugeot    | 214    |
| 3.   | SEAT       | 104    |
| 4.   | Subaru     | 84     |

### Copa de grupo N
| Pos. | Piloto               | Puntos |
| ---- | -------------------- | ------ |
| 1.   | Benito Guerra        | 146    |
| 2.   | Albert Llovera       | 129    |
| 3.   | Guillermo Villanueva | 96     |
| 4.   | Víctor Senra         | 82     |
| 5.   | Sergio Lacuesta      | 64     |

### Campeonato vehículos 2 ruedas motrices
| Pos. | Piloto                  | Puntos |
| ---- | ----------------------- | ------ |
| 1.   | Juan José Domínguez     | 126    |
| 2.   | Manuel Gómez-Manzanilla | 82     |
| 3.   | Daniel Villanueva       | 64     |
| 4.   | Sergio Lacuesta         | 49     |
| 5.   | Luis E. Vallejo         | 36     |

### Trofeo Producción
| Pos. | Piloto              | Puntos |
| ---- | ------------------- | ------ |
| 1.   | Benito Guerra       | 160    |
| 2.   | Víctor Senra        | 95     |
| 3.   | Gustavo Javier Sosa | 69     |
| 4.   | Carlos Márquez      | 58     |
| 5.   | Álex Bercianos      | 53     |

### Trofeo copilotos femeninos
| Pos. | Copiloto           | Puntos |
| ---- | ------------------ | ------ |
| 1.   | Aintzane Goñi      | 128    |
| 2.   | Laura San Emeterio | 59     |
| 3.   | Ainhoa Sarasua     | 57     |
| 4.   | Esther Trancon     | 46     |
| 5.   | Jone Tapia         | 27     |

### Mitsubishi Evo Cup Tierra
| Pos. | Piloto                | Puntos |
| ---- | --------------------- | ------ |
| 1.   | Yeray Lemes           | 46     |
| 2.   | Óscar Fuertes         | 34     |
| 3.   | Xavi Pons             | 33     |
| 4.   | Benito Guerra         | 28     |
| 5.   | Nani Roma             | 21     |
| 6.   | Víctor Senra          | 15     |
| 7.   | Williams Villanueva   | 11     |
| 8.   | Juan Carlos Aguado    | 9      |
| 9.   | Francisco Javier Taña | 8      |
| 10.  | Marc Blázquez         | 6      |